# Quan Thắng
Quan Thắng (關勝), tên hiệu là Đại Đao (大刀) là một nhân vật trong tiểu thuyết cổ điển Trung Quốc Thủy hử. Ông là một trong 36 Thiên Cang Tinh, một trong Ngũ hổ tướng Lương Sơn. Đồng thời ông cũng là một nhân vật có thật trong lịch sử Trung Quốc.

## Thân thế
Quan Thắng xuất thân giữ chức Tuần kiểm phủ Bồ Đông (Phổ Đông) nằm trong phạm vi quản hạt của Bắc Kinh (Đại Danh), thuộc dòng dõi danh tướng Quan Vân Trường nhà Thục Hán. Quan Thắng từ nhỏ đã thích đọc kinh thư, lại giỏi về võ nghệ, có sức khỏe muôn người không địch nổi. Quan Thắng giao du kết nghĩa với các tướng ở Bồ Đông là Hác Tư Văn, Đường Bân.

## Gia nhập Lương Sơn
Quân Lương Sơn Bạc tấn công phủ Đại Danh, Lưu thủ Lương Trung Thư nghe lời Lý Thành cho người gửi thư đến cho Thái sư Thái Kinh xin cứu viện. Khi Thái Kinh họp văn võ Khu Mật Viện bày kế cứu nguy thì đồng hương của Quan Thắng là Quận mã Tuyên Tán tiến cử ông. Quan Thắng được Thái Kinh phong làm Lãnh binh, cùng Tuyên Tán, Hác Tư Văn, Đoàn Thường chỉ huy 1.500 binh mã tiến công Lương Sơn Bạc, thực thi kế "vây Ngụy cứu Triệu".
Tống Giang đang vây thành buộc phải lui binh về cứu viện, bị quân Tuyên Tán chặn lại. Quan Thắng bày mai phục bắt được các tướng Trương Hoành, Nguyễn Tiểu Thất. Sau đó Quan Thắng đối trận với quân Tống Giang, một mình đánh với hai tướng Tần Minh, Lâm Xung sắp thua. Tống Giang thưởng thức Quan Thắng, bèn cho thu quân, khiến tư tưởng Quan Thắng bị dao động. Sau Ngô Dụng bày kế cho Hô Diên Chước trá hàng, Quan Thắng bị bắt, được Tống Công Minh thuyết phục bèn gia nhập Lương Sơn.

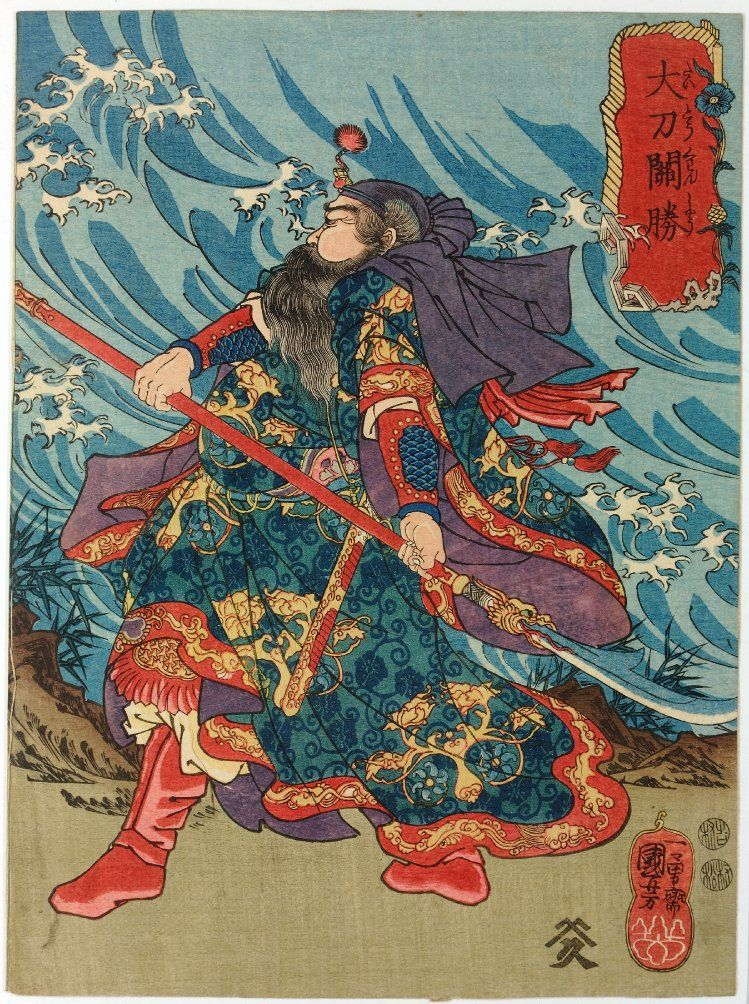
Quan Thắng.

## Chống lại triều đình
Quân Lương Sơn vây thành Đại Danh lần thứ hai, Quan Thắng xin làm tiên phong, đánh với Sách Siêu hơn 50 hiệp. Lần thứ ba vây đánh thành Đại Danh, Ngô Dụng lập kế công thành vào lễ Nguyên tiêu, Quan Thắng cùng các tướng Hoàng Tín, Tuyên Tán, Hác Tư Văn chỉ huy đạo quân tấn công cửa Tây.
Đại Danh Phủ thất thủ, Thái Kinh tâu với Tống Huy Tông xin cho hai tướng Lăng Châu là Đan Đình Khuê và Ngụy Định Quốc. Quan Thắng bèn xin đi đánh Lăng Châu. Ban đầu, quân Lương Sơn bị thua, Tuyên Tán, Hác Tư Văn bị bắt. Sau Quan Thắng thu phục Đan Đình Khuê, nhưng xuất quân lại bị hỏa công của Ngụy Định Quốc làm thất bại, phải lui 40 dặm. May khi đó Lý Quỳ thu phục thảo khấu Khô Thụ Sơn là Tiêu Đĩnh, Bao Húc cùng Tuyên Tán, Hác Tư Văn đánh chiếm thành Lăng Châu, buộc Ngụy Định Quốc phải chạy sang huyện Trung Lang. Quan Thắng bèn cho Đan Đình Khuê sang thuyết phục, thu hàng được Ngụy Định Quốc.
Sau trận Tăng Đầu Thị lần thứ hai, để phân định ngôi thứ trong sơn trại, Tống Giang và Lư Tuấn Nghĩa chia binh đánh hai phủ Đông Bình, Đông Xương. Quan Thắng dưới sự chỉ huy của Lư Tuấn Nghĩa tiến công phủ Đông Xương nhưng đụng độ với tướng Đông Xương là Trương Thanh có tài ném đá khiến nhiều tướng bị thương. Chu Đồng, Lôi Hoành cùng xông lên cũng bị đánh bại. Quan Thắng phóng ngựa Xích Thố ra cứu thì phi thạch bắn tới bèn lấy đao đỡ, viên đá va chạm với thanh đao thì tóe lửa, bèn rút lui.
Sau khi phân định ngôi thứ, Quan Thắng đứng thứ 5 trong các sao Thiên Cương, được phong chức Mã quân Hổ tướng, cùng Từ Ninh, Tuyên Tán, Hác Tư Văn chỉ huy Chính Tây Trại ngoài sau quan.

## Cái chết
Quan Thắng đã lập nhiều chiến công trong trận đánh với triều đình Liêu, Điền Hổ, Vương Khánh, Phương Lạp. Khi về kinh được trao chức Tổng quản Binh mã phủ Đại Danh. Sau này Quan Thắng đi thao luyện quân mã trở về, lúc say rượu, sẩy chân ngã ngựa, lâm bệnh rồi mất.
Trong tiểu thuyết Thuyết Nhạc Toàn Truyện (bản dịch tiếng Việt là Nhạc Phi diễn nghĩa), nhân vật Quan Linh, một bộ tướng của Nhạc Phi, là con trai Quan Thắng.

## Trong Đãng Khấu chí
Tại hồi 22, Quan Thắng lĩnh 5 nghìn binh mã, suốt ngày đêm dẫn quân đến cứu Thanh Chân Sơn. Trong lần đầu xuất mã, Quan Thắng đại chiến với Vân Thiên Bưu - chiến tướng mạnh nhất của phe Đãng Khấu. Biết không thể dùng sức mà hạ được Quan Thắng, Vân Thiên Bưu định dùng kế đà đao, nhưng Quan Thắng vốn là danh tướng Bồ Châu, còn lạ gì Đà Đao. Phó Ngọc bèn hiến kế dùng chùy lưu tinh nấp dưới cờ đánh lén.
Hôm sau, Quan Thắng đến trước trận kiêu chiến, Vân Thiên Bưu lập tức xuất trận. Một trận chiến kinh thiên động địa đã diễn ra, hai bên đánh nhau hơn 200 hiệp không phân thắng bại, hai thanh đao như hai vùng sáng lạnh loang loáng dưới tuyết, quả thực là kỳ phùng địch thủ, quả là trận chiến ác liệt và hay nhất nhì trong truyện. Thiên Bưu biết không hạ nổi Quan Thắng, bèn đánh vờ một đao, giả thua chạy về trận. Quan Thắng thét lớn: " Thất phu đừng giở kế đà đao, ta không sợ ngươi đâu". Rồi phi ngựa đuổi theo. Phó Ngọc đứng dưới cửa cờ, chỉ chờ có vậy liền tung một phát phi chùy. Quan Thắng chỉ để ý đến kế đà đao, không hề biết có kẻ đánh lén, chỉ thấy phi chùy đã bay đến nơi, vội vàng né tránh không kịp, bị phi chùy đánh trúng ngực, xuýt ngã ngựa, liền quay ngựa chạy.
Về đến trại, cởi áo giáp ra thì lá giáp trước ngực đã vỡ nát, bị thương rất nặng, không ngừng nôn ra máu. Tuyên Tán, Hách Tư Văn lo lắng suốt ruột đến nỗi chân tay lóng ngóng, nước mắt như mưa. Quan Thắng nghiêm mặt nói: "Các đệ đừng có như đàn bà thế, ta không may trúng phải gian kế, chết thì đã chết rồi, tuy nhiên, việc quân khẩn cấp, hãy mau vỗ về an ủi ba quân, đừng để lòng quân hỏng loạn. Thiên Bưu tất sẽ đến cướp trại, ta hãy tương kế tựu kế, giả như ta đã chết, treo cờ phướn, phát tang dụ chúng". Quả nhiên Vân Thiên Bưu không dám tấn công nữa.
Mấy ngày sau, quân tiếp viện của Lương Sơn đến, Quan Thắng được đưa về sơn trại nghỉ ngơi. Tuy nhiên vết thương quá nặng, mấy tháng sau đã qua đời. Tống Giang nghe tin kêu to một tiếng, ngã vật xuống đất, các đầu lĩnh cấp cứu mãi mới tỉnh, khóc lóc kêu than: "Trời hạ ta rồi!", rồi đập đầu bứt tóc, khóc lóc mãi không thôi, các đầu lĩnh ai ai cũng xót thương.
Quan Thắng là mãnh tướng số 1 của Lương Sơn, trăm trận chưa từng chiến bại, đánh Liêu, dẹp Điền Hổ, Vương Khánh, Phương Lạp, đều hăng hái đi đầu lập vô số chiến công, áp đảo nhiều tướng giặc, trí dũng nhân nghĩa đủ cả, số ít trong các tướng Lương Sơn có thể tự dẫn quân. Thiết nghĩ, nếu Vân Thiên Bưu không theo gian kế của Phó Ngọc cũng chẳng thể thắng nổi Đại Đao Quan Thắng.

## Trong lịch sử
Trong lịch sử, Quan Thắng (?-1127) là tướng trấn thủ thành Tế Nam. Theo Kim sử, trong sự biến Tĩnh Khang, ông cố thủ thành Tế Nam chống lại quân Kim, bị Lưu Dự sát hại.

## Trong điện ảnh
Trong bộ phim truyền hình Thủy Hử phiên bản năm 1998, vai Quan Thắng do diễn viên Lý Chấn Khởi thủ vai. Trong phiên bản năm 2011, vai Quan Thắng do diễn viên Bảo Lực Cao đảm nhiệm.